# احسانول صادقی
احسانول «شیفا» صادقی (انگلیسی: Ehsanul "Shifa" Sadequee؛ زادهٔ july ۳۰, ۱۹۸۶ (۳۸ سال)) اهل فرفکس، ویرجینیا در ایالات متحده آمریکا است که توسط اف‌بی‌آی با چهار اتهام تروریستی دستگیرشده و به ۱۷ سال زندان محکوم شده‌است. همچنین به دنبال آن بمدت ۳۰ سال تحت نظارت خواهد بود.

## زندگی‌نامه
صادقی که در ویرجینیا متولد شده و در آتلانتای جورجیا بزرگ شد، جوان‌ترین فرد در بین چهار خواهر و برادرش از یک خانواده بنگلادشی ـ آمریکایی است. او قبل از دستگیری، با مادر، برادر و خواهر خود در اقامتگاه خانوادگی اش در رزول، جورجیازندگی می‌کرد.
صادقی و سید هریس احمد در چندین پایگاه اینترنتی در مورد اسلام مشغول فعالیت بودند. در ماه مارس سال ۲۰۰۵، صادقی و احمد هر دو با اتوبوس گریهوند به تورنتو سفر کردند تا با افرادی چون فهیم احمد، جهمال جیمز و یک جوان دیگر که در شبکه اینترنت آشنا شده بودند ملاقات کنند. این افراد از اشخاص تحت تحقیق ضدتروریسم کانادا بودند.
منبع خبری پلیس بنام موبین شیخ بعداً اظهار داشت که او معتقد است که این دو آمریکایی سؤال کرده‌اند که آیا می‌توانند در صورت انجام عملیاتی در آمریکا در کشور کانادا مخفی شوند.
در ۱۸ اوت ۲۰۰۵، او برای ازدواج به بنگلادش سفر کرد. او قبل از خروج، در فرودگاه جان اف کندی توسط دو مأمور اجرای عملیات مشترک ضد تروریسم مورد تحقیق قرار گرفت.
صادقی هنگامیکه در مورد سفرش با اتوبوس مورد سؤال قرار گرفت، گفت که او تنها سفر کرده بود و در خانه عمه اش بنام مانجو اقامت داشته‌است. این برخلاف تحقیقات ضدتروریسم کانادا بود. مأمورین به هنگام جستجوی چمدان او، دو عدد سی دی جاسازی شده در چمدان کشف کردند.
داستان او شامل مصاحبه‌ها با خانواده اش و مقامات سابق ضد تروریسم، در فوریه ۲۰۱۶ در مستند Homegrown HBO نقل شده‌است. Homegrown

## دستگیری
پس از دستگیری‌های تروریستی تورنتو در ماه ژوئن ۲۰۰۶، او به اتهام دروغ گویی در فرودگاه در مورد سفرش با اتوبوس محکوم شناخته شد و تحت بازداشت قرار گرفت.
دادستان در یک دادخواست برای صادقی، مدعی شد که هر دو مرد به واشینگتن دی سی سفر کردند تا از ساختمان کاپیتول ایالات متحده، گروه بانک جهانی، معبد ماسون‌ها و یک انبار سوخت فیلم‌های پوششی بسازند. همچنین، صادقی ویدئو را برای Irhabi007 لندن ارسال کرد. Irhabi007 کسی بود که در سال ۲۰۰۷ به جرم تهییج برای انجام عملیات تروریستی مجرم شناخته شد و به ۱۶ سال زندان محکوم گردید.